# Центральный банк Соломоновых Островов
Центральный банк Соломоновых Островов (англ. Central Bank of Solomon Islands) — центральный банк государства Соломоновы Острова.

## История
В 1916—1932 годах выпускались банкноты правительства островов.
В 1976 году создано Управление денежного обращения Соломоновых Островов, начавшее в 1977 году выпуск банкнот.
В 1983 году Управление денежного обращения реорганизовано в Центральный банк Соломоновых Островов. Банк начал операции в феврале 1983 года.